# کرگ الجنیک
کرگ اُلجنیک (انگلیسی: Craig Olejnik؛ زادهٔ ۱ ژوئن ۱۹۷۹) یک هنرپیشه اهل کانادا است. وی از سال ۱۹۹۵ میلادی تاکنون مشغول فعالیت بوده‌است.
از فیلم‌ها یا مجموعه‌های تلویزیونی که وی در آن‌ها نقش داشته است می‌توان به ماجراهای مرداک، موزه مارگارت و سیزده روح اشاره نمود.